# Arche (maan)
Arche (ar'-kee, [ˈɑrki]; Greek Αρχη), of Jupiter XLIII, is een maan van Jupiter.
De maan is in 2002 ontdekt door een team van astronomen van de Universiteit van Hawaï onder leiding van Scott S. Sheppard. De naam kreeg na de ontdekking de tijdelijke aanduiding S/2002 J 1 totdat de definitieve naam werd toegewezen.
Arche heeft een diameter van ongeveer 3 kilometer
De maan is genoemd naar Arche, die door sommige Griekse schrijvers wordt omschreven als een van de vier originele Muzen, naast de andere drie (Aoede, Melete, en Mneme).
Arche hoort bij de Carme groep, die bestaat uit manen die een onregelmatige, retrograde baan hebben om Jupiter op een afstand van tussen de 23 and 24 Gm, met een glooiingshoek van ongeveer 165°.